# Abaco (ウェブブラウザ)
Abacoは、もはや開発されていないPlan9オペレーティングシステム用のWebブラウザである。これは、インライン画像やテーブル、そしてフレームをサポートするグラフィカルWebブラウザである。Acmeのインターフェースに触発された真のマルチドキュメントインターフェースを備えている。これは、マルチスレッドで動作し，また適度なサイズのプログラムである。

## 歴史
webfsというWebファイルシステムと，HTMLをパースするライブラリであるlibhtmlは，Bell研究所で新世代のWebブラウザのためのバックエンドとして書かれたものであった。 Bell研究所での開発が止まった後，Aki Nyrhinen はwebpageという名称のwebfsとlibhtmlのシンプルなフロントエンドを書いた。これは，基本的なWebページをレンダリングするもので，plumberをハイパーリンクに対応させる興味深い使用方法であった。webpageの開発もまた止まり，webpageはabacoに取って代わられた。